# Michael Jahns
Michael Jahns (* 6. Dezember 1976 in Magdeburg) ist ein deutscher Handballspieler und Trainer. Sein größter Erfolg war der Gewinn der deutschen Meisterschaft 2001.
Der 2,01 m große linke Rückraumspieler spielte bei den Vereinen TuS Magdeburg, SC Magdeburg (Jugend), Dessauer HV, Fermersleber SV, SC Magdeburg, TV Großwallstadt, Stralsunder HV (2004/2005), Club Balonmano Antequera und in der Saison 2009/10 für die HSG Nordhorn-Lingen. Ab der Saison 2010/11 spielte er für den Zweitligisten Eintracht Hildesheim. Daneben trainiert Jahns seit der Saison 2012/2013 die 2. Herrenmannschaft von Eintracht Hildesheim, die in der Landesliga Hannover spielt. Nach dem Rücktritt Gerald Oberbecks vom Traineramt trainiert gemeinsam mit Jürgen Kloth (Trainer 1. A-Jugend) seit dem 14. März 2013 auch die Bundesliga-Mannschaft der Eintracht Hildesheim. Zu Saisonbeginn 2014/2015 wurde der Vertrag mit Eintracht Hildesheim aufgelöst. Seitdem läuft er für den HSV Magdeburg auf, wo er zusätzlich auch im Vorstand tätig ist. Des Weiteren trainiert er mit seinem Vater Harry die Oberligadamen des Vereins.
Er bestritt fünf Länderspiele für Deutschland und wurde mit der Deutschen Militärmannschaft in Seoul Vierter.
Michael Jahns hat eine Ausbildung zum Einzelhandelskaufmann absolviert und studierte Sportmarketing/Manager. Er ist der Sohn des ehemaligen Magdeburger Handballspielers Harry Jahns.